# Tarte aux baies
La tarte aux baies, ou Bumbleberry pie en anglais, est une tarte canadienne à base de différents types de baies, originaire des Maritimes. Elle est composée d'au moins trois sortes de baies, mais on parle généralement de tarte aux baies mélangées. En anglais, la tarte est appelée Bumbleberry (« bourdon ») mais il n'existe aucune baie qui se nomme de la sorte. Cette tarte contient souvent aussi des pommes, et/ou de la rhubarbe. Les baies couramment utilisées dans cette tarte peuvent être des bleuets, des framboises, des fraises et des mûres.